# Hertha Berliner Sport-Club 1979-1980
Questa voce raccoglie le informazioni riguardanti l'Hertha Berliner Sport-Club nelle competizioni ufficiali della stagione 1979-1980.

## Stagione
Nella stagione 1979-1980 l'Hertha Berlino, allenato da Kuno Klötzer, Hans Eder e Fiffi Kronsbein, concluse il campionato di Bundesliga al 16º posto. In Coppa di Germania l'Hertha Berlino fu eliminato al terzo turno dal TuS Langerwehe.

## Rosa
| N. |                       | Ruolo | Calciatore           |
| -- | --------------------- | ----- | -------------------- |
|    | Germania (bandiera)   | P     | Wolfgang Kleff       |
|    | Germania (bandiera)   | P     | Manfred Werner       |
|    | Germania (bandiera)   | D     | Holger Brück         |
|    | Germania (bandiera)   | D     | Jürgen Diefenbach    |
|    | Germania (bandiera)   | D     | Hans-Joachim Förster |
|    | Germania (bandiera)   | D     | Uwe Kliemann         |
|    | Germania (bandiera)   | D     | Michael Sziedat      |
|    | Germania (bandiera)   | D     | Dieter Timme         |
|    | Germania (bandiera)   | C     | Hans-Jürgen Baake    |
|    | Germania (bandiera)   | C     | Rainer Blechschmidt  |
|    | Thailandia (bandiera) | C     | Witthaya Laohakul    |
|    | Danimarca (bandiera)  | C     | Ole Rasmussen        |

| N. |                      | Ruolo | Calciatore                |
| -- | -------------------- | ----- | ------------------------- |
|    | Germania (bandiera)  | C     | Wolfgang Sidka            |
|    | Turchia (bandiera)   | C     | Engin Verel               |
|    | Danimarca (bandiera) | A     | Henrik Agerbeck           |
|    | Germania (bandiera)  | A     | Pierre Dickert            |
|    | Germania (bandiera)  | A     | Paul Dörflinger           |
|    | Germania (bandiera)  | A     | Dietmar Krämer            |
|    | Germania (bandiera)  | A     | Hans-Günther Plücken      |
|    | Germania (bandiera)  | A     | Thomas Remark             |
|    | Germania (bandiera)  | A     | Thorsten Schlumberger     |
|    | Germania (bandiera)  | A     | Michael Toppel            |
|    | Germania (bandiera)  | A     | Christian Werner          |
|    | Germania (bandiera)  | A     | Hans-Jürgen Wittelsberger |

## Organigramma societario
Area tecnica
- Allenatore: Fiffi Kronsbein
- Allenatore in seconda: Hans Eder
- Preparatore dei portieri:
- Preparatori atletici:

## Calciomercato

### Sessione estiva
| Acquisti | Acquisti             | Acquisti            | Acquisti |
| R.       | Nome                 | da                  | Modalità |
| -------- | -------------------- | ------------------- | -------- |
| A        | Hans-Günther Plücken | Amburgo             |          |
| C        | Bernd Gersdorff      | S.J. Earthquakes    |          |
| A        | Pierre Dickert       | Nordberliner SC     |          |
| P        | Wolfgang Kleff       | Borussia M'gladbach |          |
| D        | Dieter Timme         | Hertha Berlino II   |          |
| C        | Engin Verel          | Fenerbahçe          |          |
| A        | Christian Werner     | Hertha Berlino II   |          |

| Cessioni | Cessioni       | Cessioni      | Cessioni |
| R.       | Nome           | a             | Modalità |
| -------- | -------------- | ------------- | -------- |
| C        | Erich Beer     | Al-Ittihad    |          |
| P        | Norbert Nigbur | Schalke 04    |          |
| D        | Hans Weiner    | Bayern Monaco |          |

### Sessione invernale
| Acquisti | Acquisti          | Acquisti     | Acquisti |
| R.       | Nome              | da           | Modalità |
| -------- | ----------------- | ------------ | -------- |
| C        | Hans-Jürgen Baake | TeBe Berlino |          |
| A        | Paul Dörflinger   | Duisburg     |          |

| Cessioni | Cessioni        | Cessioni          | Cessioni |
| R.       | Nome            | a                 | Modalità |
| -------- | --------------- | ----------------- | -------- |
| C        | Bernd Gersdorff | S.J. Earthquakes  |          |
| C        | Dieter Nüssing  | La Chaux-de-Fonds |          |
| A        | Jürgen Milewski | Amburgo           |          |

## Risultati

### Bundesliga

#### Girone di andata
| Berlino 11 agosto 1979, ore 15:30 CEST 1ª giornata | Hertha Berlino | 0 – 0 referto | Eintracht Braunschweig | Stadio Olimpico (23 000 spett.)\| Arbitro: \| Stäglich \| |
| Arbitro:                                           | Stäglich       |               |                        |                                                           |

| Arbitro: | Schmoock |

|                    |           |              |
| Eigl 19’ Szech 28’ | Marcatori | 86’ Agerbeck |

| Arbitro: | Quindeau |

|  |           |                |
|  | Marcatori | 55’, 60’ Kruse |

| Arbitro: | Uhlig |

|                                                       |           |              |
| Hartwig 14’ Wehmeyer 45’ Hrubesch 47’, 70’ Buljan 72’ | Marcatori | 24’ Milewski |

| Arbitro: | Dreher |

|                                        |           |            |
| Kliemann 61’ Agerbeck 65’ Milewski 71’ | Marcatori | 60’ Lienen |

| Arbitro: | Hennig |

|            |           |               |
| Hoeneß 65’ | Marcatori | 88’ Gersdorff |

| Arbitro: | Ross |

|                     |           |              |
| Oswald 10’ Abel 84’ | Marcatori | 87’ Agerbeck |

| Arbitro: | Horeis |

|  |           |           |
|  | Marcatori | 53’ Fruck |

| Arbitro: | Burgers |

|                                    |           |  |
| Wolf 21’ Neues 32’, 79’ Melzer 43’ | Marcatori |  |

| Arbitro: | Assenmacher |

|            |           |  |
| Remark 82’ | Marcatori |  |

| Arbitro: | Hontheim |

|                      |           |                |
| Engels 8’ Strack 16’ | Marcatori | 11’, 85’ Brück |

| Berlino 10 novembre 1979, ore 15:30 CET 12ª giornata | Hertha Berlino | 0 – 0 referto | Werder Brema | Stadio Olimpico (17 000 spett.)\| Arbitro: \| Waltert \| |
| Arbitro:                                             | Waltert        |               |              |                                                          |

| Arbitro: | Michel |

|                                           |           |          |
| Funkel 14’ (rig.) Mattsson 24’ de Loo 80’ | Marcatori | 4’ Sidka |

| Arbitro: | Eschweiler |

|              |           |            |
| Kliemann 28’ | Marcatori | 65’ Senzen |

| Arbitro: | Roth |

|                                         |           |          |
| Theis 12’ Burgsmüller 43’, 83’ Vöge 78’ | Marcatori | 5’ Sidka |

| Arbitro: | Joos |

|                                           |           |  |
| Zimmermann 42’ (aut.) Dörflinger 45’, 62’ | Marcatori |  |

| Arbitro: | Ahlenfelder |

|                                                                 |           |  |
| Volkert 33’ (rig.) Müller 71’ Ohlicher 74’ Martin 88’ Elmer 89’ | Marcatori |  |

#### Girone di ritorno
| Arbitro: | Assenmacher |

|                                 |           |              |
| Worm 14’ Bruns 41’ Popivoda 68’ | Marcatori | 89’ Agerbeck |

| Arbitro: | Messmer |

|                                  |           |  |
| Agerbeck 54’ Dörflinger 72’, 80’ | Marcatori |  |

| Arbitro: | Dreher |

|            |           |  |
| Elgert 74’ | Marcatori |  |

| Arbitro: | Burgers |

|  |           |                                                                   |
|  | Marcatori | 7’ Hieronymus 22’, 60’ Reimann 84’ Jakobs 86’ Keegan 87’ Milewski |

| Arbitro: | Walz |

|                                               |           |            |
| Nickel 8’, 10’ Hannes 75’ (rig.) Del'Haye 90’ | Marcatori | 2’ Plücken |

| Arbitro: | Risse |

|            |           |           |
| Remark 83’ | Marcatori | 7’ Janzon |

| Arbitro: | Heitmann |

|            |           |  |
| Remark 87’ | Marcatori |  |

| Arbitro: | Walz |

|                        |           |                        |
| Seliger 47’ Dubski 49’ | Marcatori | 58’ Agerbeck 84’ Brück |

| Arbitro: | Clajus |

|  |           |                    |
|  | Marcatori | 43’ Neues 68’ Geye |

| Arbitro: | Uhlig |

|  |           |                                                    |
|  | Marcatori | 25’, 55’ Agerbeck 39’ Toppel 50’ (rig.) Diefenbach |

| Arbitro: | Horstmann |

|                     |           |  |
| Schuster 73’ (aut.) | Marcatori |  |

| Arbitro: | Stäglich |

|             |           |  |
| Behrens 63’ | Marcatori |  |

| Arbitro: | Niemann |

|                                 |           |  |
| Krämer 9’, 30’ Schlumberger 85’ | Marcatori |  |

| Arbitro: | Risse |

|  |           |               |
|  | Marcatori | 18’ Rasmussen |

| Arbitro: | Aldinger |

|                                          |           |                |
| Schlumberger 36’ Remark 39’ Agerbeck 50’ | Marcatori | 69’, 73’ Frank |

| Arbitro: | Dreher |

|                                         |           |  |
| Zewe 34’ Allofs 61’ Seel 84’ Wenzel 86’ | Marcatori |  |

| Arbitro: | Horstmann |

|                                          |           |                           |
| Rasmussen 11’ Sidka 29’, 74’ Sziedat 35’ | Marcatori | 21’ Jank 72’ Hattenberger |

### Coppa di Germania
| Arbitro: | Sahner |

|  |           |                                                 |
|  | Marcatori | 30’ Sidka 39’ Rasmussen 62’ Milewski 83’ Krämer |

| Arbitro: | Messmer |

|  |           |                   |
|  | Marcatori | 42’, 59’ Milewski |

| Berlino 12 gennaio 1980 Terzo turno | Hertha Berlino | 0 – 0 (d.t.s.) referto | TuS Langerwehe | Stadio Olimpico (3 000 spett.)\| Arbitro: \| Filipiak \| |
| Arbitro:                            | Filipiak       |                        |                |                                                          |

| Arbitro: | Meuser |

|                     |           |             |
| Hauck 55’ Stump 88’ | Marcatori | 28’ Förster |

## Statistiche

### Statistiche di squadra
| Competizione      | Punti | In casa | In casa | In casa | In casa | In casa | In casa | In trasferta | In trasferta | In trasferta | In trasferta | In trasferta | In trasferta | Totale | Totale | Totale | Totale | Totale | Totale | DR  |
| Competizione      | Punti | G       | V       | N       | P       | Gf      | Gs      | G            | V            | N            | P            | Gf           | Gs           | G      | V      | N      | P      | Gf     | Gs     | DR  |
| ----------------- | ----- | ------- | ------- | ------- | ------- | ------- | ------- | ------------ | ------------ | ------------ | ------------ | ------------ | ------------ | ------ | ------ | ------ | ------ | ------ | ------ | --- |
| Bundesliga        | 29    | 17      | 9       | 4       | 4       | 24      | 18      | 17           | 2            | 3            | 12           | 17           | 43           | 34     | 11     | 7      | 16     | 41     | 61     | -20 |
| Coppa di Germania | -     | 1       | 0       | 1       | 0       | 0       | 0       | 3            | 2            | 0            | 1            | 7            | 2            | 4      | 2      | 1      | 1      | 7      | 2      | +5  |
| Totale            | 29    | 18      | 9       | 5       | 4       | 24      | 18      | 20           | 4            | 3            | 13           | 24           | 45           | 38     | 13     | 8      | 17     | 48     | 63     | -15 |

### Andamento in campionato
| Giornata  | 1  | 2  | 3  | 4  | 5  | 6  | 7  | 8  | 9  | 10 | 11 | 12 | 13 | 14 | 15 | 16 | 17 | 18 | 19 | 20 | 21 | 22 | 23 | 24 | 25 | 26 | 27 | 28 | 29 | 30 | 31 | 32 | 33 | 34 |
| --------- | -- | -- | -- | -- | -- | -- | -- | -- | -- | -- | -- | -- | -- | -- | -- | -- | -- | -- | -- | -- | -- | -- | -- | -- | -- | -- | -- | -- | -- | -- | -- | -- | -- | -- |
| Luogo     | C  | T  | C  | T  | C  | T  | T  | C  | T  | C  | T  | C  | T  | C  | T  | C  | T  | T  | C  | T  | C  | T  | C  | C  | T  | C  | T  | C  | T  | C  | T  | C  | T  | C  |
| Risultato | N  | P  | P  | P  | V  | N  | P  | P  | P  | V  | N  | N  | P  | N  | P  | V  | P  | P  | V  | P  | P  | P  | N  | V  | N  | P  | V  | V  | P  | V  | V  | V  | P  | V  |
| Posizione | 11 | 14 | 16 | 18 | 16 | 16 | 17 | 17 | 17 | 17 | 17 | 17 | 18 | 17 | 18 | 17 | 18 | 18 | 18 | 18 | 18 | 18 | 18 | 18 | 18 | 18 | 18 | 17 | 17 | 17 | 16 | 16 | 16 | 16 |

Legenda:

Luogo: C = Casa; T = Trasferta. Risultato: V = Vittoria; N = Pareggio; P = Sconfitta.

### Statistiche dei giocatori
| Giocatore        | Bundesliga | Bundesliga | Bundesliga  | Bundesliga | Coppa di Germania | Coppa di Germania | Coppa di Germania | Coppa di Germania | Totale   | Totale | Totale      | Totale     |
| Giocatore        | Presenze   | Reti       | Ammonizioni | Espulsioni | Presenze          | Reti              | Ammonizioni       | Espulsioni        | Presenze | Reti   | Ammonizioni | Espulsioni |
| ---------------- | ---------- | ---------- | ----------- | ---------- | ----------------- | ----------------- | ----------------- | ----------------- | -------- | ------ | ----------- | ---------- |
| H. Agerbeck      | 29         | 9          | 0           | 0          | 4                 | 0                 | 0                 | 0                 | 33       | 9      | 0           | 0          |
| H. Baake         | 7          | 0          | 0           | 0          | 0                 | 0                 | 0                 | 0                 | 7        | 0      | 0           | 0          |
| R. Blechschmidt  | 0          | 0          | 0           | 0          | 0                 | 0                 | 0                 | 0                 | 0        | 0      | 0           | 0          |
| H. Brück         | 32         | 3          | 3           | 0          | 4                 | 0                 | 1                 | 0                 | 36       | 3      | 4           | 0          |
| P. Dickert       | 3          | 0          | 0           | 0          | 1                 | 0                 | 0                 | 0                 | 4        | 0      | 0           | 0          |
| J. Diefenbach    | 33         | 1          | 4           | 0          | 3                 | 0                 | 0                 | 0                 | 36       | 1      | 4           | 0          |
| P. Dörflinger    | 10         | 4          | 1           | 0          | 2                 | 0                 | 0                 | 0                 | 12       | 4      | 1           | 0          |
| H. Förster       | 18         | 0          | 2           | 0          | 4                 | 1                 | 0                 | 0                 | 22       | 1      | 2           | 0          |
| B. Gersdorff     | 16         | 1          | 3           | 0          | 3                 | 0                 | 0                 | 0                 | 19       | 1      | 3           | 0          |
| W. Kleff         | 33         | 0          | 0           | 0          | 4                 | 0                 | 0                 | 0                 | 37       | 0      | 0           | 0          |
| U. Kliemann      | 30         | 2          | 6           | 0          | 4                 | 0                 | 0                 | 0                 | 34       | 2      | 6           | 0          |
| D. Krämer        | 24         | 2          | 4           | 0          | 2                 | 1                 | 0                 | 0                 | 26       | 3      | 4           | 0          |
| W. Laohakul      | 3          | 0          | 0           | 0          | 1                 | 0                 | 0                 | 0                 | 4        | 0      | 0           | 0          |
| J. Milewski      | 15         | 2          | 0           | 0          | 2                 | 3                 | 0                 | 0                 | 17       | 5      | 0           | 0          |
| D. Nüssing       | 14         | 0          | 2           | 0          | 1                 | 0                 | 0                 | 0                 | 15       | 0      | 2           | 0          |
| H. Plücken       | 17         | 1          | 0           | 0          | 2                 | 0                 | 0                 | 0                 | 19       | 1      | 0           | 0          |
| O. Rasmussen     | 22         | 2          | 0           | 0          | 1                 | 1                 | 0                 | 0                 | 23       | 3      | 0           | 0          |
| T. Remark        | 26         | 4          | 0           | 0          | 2                 | 0                 | 0                 | 0                 | 28       | 4      | 0           | 0          |
| T. Schlumberger  | 8          | 2          | 0           | 0          | 0                 | 0                 | 0                 | 0                 | 8        | 2      | 0           | 0          |
| W. Sidka         | 32         | 4          | 2           | 0          | 3                 | 1                 | 0                 | 0                 | 35       | 5      | 2           | 0          |
| M. Sziedat       | 26         | 1          | 6           | 0          | 3                 | 0                 | 0                 | 0                 | 29       | 1      | 6           | 0          |
| D. Timme         | 9          | 0          | 0           | 0          | 2                 | 0                 | 0                 | 0                 | 11       | 0      | 0           | 0          |
| M. Toppel        | 2          | 1          | 0           | 0          | 0                 | 0                 | 0                 | 0                 | 2        | 1      | 0           | 0          |
| E. Verel         | 5          | 0          | 1           | 0          | 0                 | 0                 | 0                 | 0                 | 5        | 0      | 1           | 0          |
| C. Werner        | 3          | 0          | 1           | 0          | 1                 | 0                 | 0                 | 0                 | 4        | 0      | 1           | 0          |
| M. Werner        | 2          | 0          | 0           | 0          | 0                 | 0                 | 0                 | 0                 | 2        | 0      | 0           | 0          |
| H. Wittelsberger | 0          | 0          | 0           | 0          | 0                 | 0                 | 0                 | 0                 | 0        | 0      | 0           | 0          |